# Dendrobium jadunae
Dendrobium jadunae är en orkidéart som beskrevs av Rudolf Schlechter. Dendrobium jadunae ingår i släktet Dendrobium, och familjen orkidéer. Inga underarter finns listade i Catalogue of Life.